# Chiomara
Chiomara is een geslacht van vlinders van de familie dikkopjes (Hesperiidae), uit de onderfamilie Pyrginae.

## Soorten
- C. asychis (Stoll, 1780)
- C. crenda Evans, 1953
- C. khalili Riley, 1934
- C. mithrax (Möschler, 1878)
- C. punatum Mabille, 1878